# Třída Fearless (1963)
Třída Fearless byly výsadkové dokové lodě britského královského námořnictva. Jejich úkolem byla přeprava a provádění výsadku Royal Marines (včetně těžké techniky a zásob) a jeho podpora pomocí vrtulníků. Obě plavidla mohla zároveň sloužit jako velitelské lodě výsadkových operací. Obě postavené jednotky byly do služby zařazeny v letech 1965–1967. Vyřazeny byly v letech 2002 a 2004.

## Stavba
Celkem byly postaveny dvě jednotky této třídy, objednané roku 1962 jako náhrada za staré letadlové lodě, které byly v 50.–60. letech využívány pro výsadkové operace. Zatímco Fearless postavila loděnice Harland and Wolf v Belfastu, v případě Intrepid to byla loděnice John Brown v Clydebanku.
Jednotky třídy Fearless:
| Jméno          | Zahájení stavby   | Spuštěna          | Vstup do služby    | Status         |
| -------------- | ----------------- | ----------------- | ------------------ | -------------- |
| Fearless (L10) | 25. července 1962 | 19. prosince 1963 | 25. listopadu 1965 | Vyřazena 2002. |
| Intrepid (L11) | 19. prosince 1962 | 25. června 1964   | 11. března 1967    | Vyřazena 2004. |

## Konstrukce

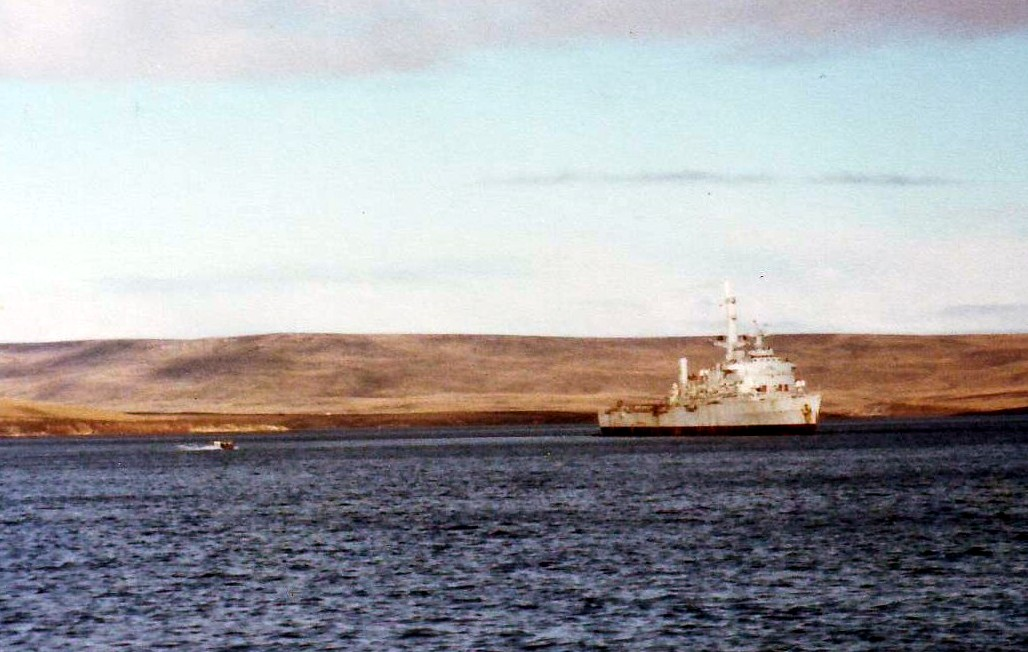
HMS Fearless během falklandské války v zátoce San Carlos

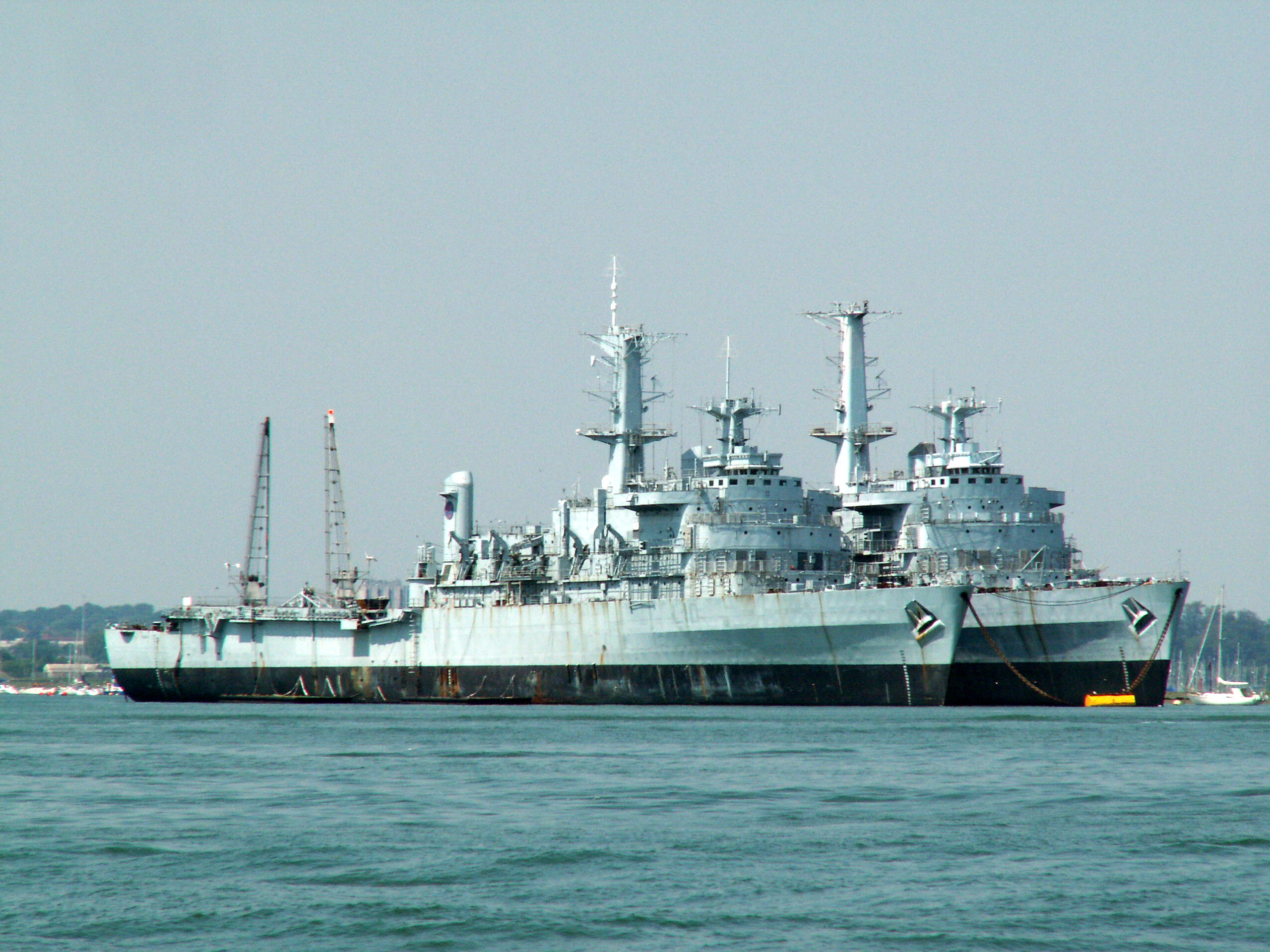
Vyřazené Fearless a Intrepid ukotvené v Portsmouthu

Jedno plavidlo mohlo nouzově pojmout až jedno komando Royal Marines, tedy přibližně 700 mužů. Obvykle převáželo 350. Zároveň plavidlo pojmulo až 15 hlavních bojových tanků Chieftain. V palubním doku byly neseny čtyři vyloďovací čluny LCU Mk 9 a další čtyři menší pěchotní čluny LCVP Mk 3 byly neseny na jeřábech. Plavidla byla vyzbrojena dvěma 40mm kanóny Bofors Mk 7A a čtyřmi čtyřnásobnými odpalovacími zařízeními raket Sea Cat. Na zádi se nacházela přistávací plocha pro operace pěti až šesti vrtulníků. Obvykle šlo o typy Wessex, Sea King, nebo Merlin. Nejvyšší rychlost dosahovala 21 uzlů.
Pohonný systém tvořily dva kotle Babcock & Wilcox a dvě parní turbíny English Electric o výkonu 22 000 shp, pohánějící dva lodní šrouby. Nejvyšší rychlost dosahovala 21 uzlů. Dosah byl 5000 námořních mil při rychlosti 20 uzlů.

### Modifikace
Na základě zkušeností z Falklandské války byla výzbroj posílena, aby se lodě dozázaly lépe bránit leteckému útoku. Například Intrepid nesl dva komplety Sea Cat, dva 20mm kanónové komplety Mk 15 Phalanx a dva 20mm kanóny GAM-B 01.

## Operační služba
V roce 1967 byly obe jednotky nasazeny k evakuaci Britů z Adenu. Kvůli úsporným opatřením byla roku 1976 Fearless převedena k výcviku a Intrepid do rezervy. Roku 1981 byla Intrepid dokonce nabídnuta k prodeji Argentině. Obchod se neuskutečnil, neboť mezitím vypukla válka právě s Argentinou a Intrepid byla reaktivována. Výsadkové lodě třídy Fearless hrály ve válce vedené daleko od britské pevniny důležitou roli. Podíleli se na britském vylodění v zátoce San Carlos. Roku 1985 byla do rezervy stažena Fearless. Plavidla byla vyřazena na přelomu tisíciletí – Fearless roku 2002 a Intrepid roku 2004.